# Ангвилара Сабација
Ангвилара Сабација (итал. Anguillara Sabazia) је насеље у Италији у округу Рим, региону Лацио.
Према процени из 2011. у насељу је живело 14121 становника. Насеље се налази на надморској висини од 176 м.

## Становништво
Према резултатима пописа становништва 2011. у општини је живело 18.575 становника.
| 1931. | 1936. | 1951. | 1961. | 1971. | 1981. | 1991.  | 2001.  | 2011.  |
| ----- | ----- | ----- | ----- | ----- | ----- | ------ | ------ | ------ |
| 2.076 | 2.285 | 2.918 | 3.296 | 4.484 | 6.640 | 10.083 | 14.236 | 18.575 |

## Партнерски градови
- Бланка (Тихуана)